# Weird Fishes/Arpeggi
«Weird Fishes/Arpeggi» es una canción de rock experimental de la banda inglesa, Radiohead, incluida en su aclamado álbum del año 2007, In Rainbows, como la cuarta canción del mismo, con una duración de 5 minutos y 18 segundos. El tema fue escrito por los 5 miembros del grupo, como las demás canciones del álbum y producida por Nigel Godrich y Mark Stent, bajo el sello de XL Records.

## Composición y grabación
En marzo de 2005 Radiohead comenzó a escribir y grabar en su estudio de Oxfordshire. La canción fue tocada por primera vez el 27 de marzo del 2005 en el Ether Festival titulada en un principio como Arpeggi. 